# Bancada Independiente (Honduras)
La bancada independiente del Congreso Nacional de la República de Honduras es un grupo parlamentario conformado por los diputados electos que han sido expulsados de su partido o han tenido confrontación con el mismo. 

## Hechos
En la historia política legislativa de Honduras, nunca se había dado un hecho tan relevante como la disidencia de diputados y diputadas del Congreso Nacional y debidamente electos por la población, de sus respectivos Partidos políticos por circunstancias de confrontación o desentendimiento ideológico.  
Algunos de los partidos de oposición al gobernante Partido Nacional de Honduras; particularmente los partidos Liberal, Libre y PAC han tenido crisis de división interna. Estas crisis han sido más impactantes en LIBRE, lo que llevó a la expulsión y renuncia de algunos de sus partidarios. Durante la primera semana de sesiones del año 2014, el diputado Eduardo Coto fue expulsado de LIBRE por votar a favor de la coalición Nacionalista/DC/UD para la integración en la junta directiva del Congreso Nacional, que también fue apoyada por los Liberales. En los siguientes meses, el diputado Coto se adhirió a la Democracia Cristiana.
El 21 de febrero del 2015, se había anunciado que la diputada Tatiana Canales se incorporaba al Partido Liberal luego de aparentes negociaciones fracasadas con el PAC. Luego, la misma diputada Canales anunció que ella y el resto de exdiputados de libertad y refundación (LIBRE) se quedarían como una "bancada independiente" dentro del Congreso Nacional. Sin embargo, el Tribunal de Honor del Partido LIBRE decidió expulsar a Tatiana Canales (pese a su previa renuncia) y a otros 3 diputados luego de que estos votaran en contra de una reforma electoral introducida al pleno del Congreso Nacional por el ex-Presidente y actual Jefe de Bancada de LIBRE, Manuel Zelaya Rosales. Juntos, los cuatro diputados expulsados (incluyendo Canales), formaron un bloque independiente encabezado por la Diputada Jenny Murillo.
El 9 de abril de 2015, el Congreso Nacional procesó la renuncia irrevocable del diputado Héctor Enrique Padilla del partido LIBRE y de la diputada suplente Claudia Patricia Molina del Partido Liberal. La renuncia de Molina no afecta el número de diputados de la bancada Liberal, puesto que ella solo es una suplente, sin embargo, la renuncia del diputado Padilla reduce el número de miembros de la bancada de LIBRE. Padilla anunció su incorporación al bloque independiente formado por los diputados de LIBRE que fueron expulsados en febrero del mismo año.
El número de miembros del partido LIBRE se redujo a 31, luego de que la diputada de Atlántida, Audelia Rodríguez, renunció de ese instituto político y se unió a la bancada independiente el 5 de mayo del 2015. Rodríguez mencionó que la falta de dirección en Partido Libertad y Refundación le ha impedido dar respuesta a las necesidades de la población que votó por ella. Añade que: “Unido a esto la falta de lealtad y el constante acoso por supuesta desconfianza de algunos miembros de la bancada que vienen acompañando al jefe de la misma (Manuel Zelaya Rosales) desde hace muchos años”. En un comunicado mencionó que: "A la opinión pública y a mis conciudadanos de Atlántida les prometo que mi presencia en el Congreso Nacional como su representante en la Bancada Independiente, permitirá incidir en la toma de decisiones que logren transformar para bien la vida de todos los hondureños, en particular de las personas que me confiaron su voto en las últimas elecciones generales. A quienes prometimos defender sus derechos sin distingos de colores, pues el hambre y la sed de justicia no tiene color." 
Hasta el 5 de mayo de 2015, con la renuncia de Audelia Rodríguez, ya suman cinco los parlamentarios del Partido Libertad y Refundación que abandonan sus filas.
El primer diputado en abandonar las filas de Libre fue Eduardo Coto quien ahora forma parte de la Democracia Cristiana de Honduras, y luego salieron en desbandada: Tatiana Canales, por el departamento de Yoro, Héctor Padilla, del departamento de Choluteca, Jenny Murillo, diputada por Cortés, y Omar Rodríguez, de Copán que ahora conforman la bancada independiente.
Entretanto que, el diputado propietario, Esdras Amado López quien ha conformado un movimiento denominado “Nueva Ruta” y quien ha expresado diferencias en este instituto político no ha hecho formal su carta de renuncia.
Tiempo después, además de Héctor Padilla del departamento de Choluteca y Giselle Villanueva del departamento de Francisco Morazán, Audelia Rodríguez confirmó que dejaba la Bancada Independiente para adherirse a la bancada de la DC
En febrero de 2016, Esdras Amado López de Francisco Morazán y Dennis Sánchez de Santa Bárbara por haber votado a favor de la nueva Corte Suprema de Justicia. Como 4 de los diputados del PAC no hicieron público su voto en esta misma elección, Salvador Nasralla los acusó de ser ahora diputados de la bancada nacionalista, sin embargo no fueron formalmente expulsados del partido.
Pero luego, el 18 de marzo, los líderes del PAC decidieron suspender temporalmente la membresía de los 4 diputados que supuestamente apoyaron la elección de la nueva Corte Suprema. Los 4 diputados son: Ana Joselina Fortín, Marlene Alvarenga, Kritza Pérez y Óscar Palacios.
Durante los escrutinios de las generales de 2021 había expulsado 4 de PSH y 1 de Libre con las actas infladas de CNE y lo que solucionó con los escrutinios especiales
Con la traición del 21 de enero se expulsó a 18 diputados de Libre por lo que provocó una crisis política de 2022 y se soluciona pronto en 2022 y 2023